# 조영상
조영상(1970년 10월 26일 ~)은 태평양 돌핀스의 전 야구 선수다. 인천고등학교를 졸업했다.

## 등번호
- 53 (1990~1992)
- 36 (1993~1994)

## 같이 보기
- 1990년 태평양 돌핀스 시즌